# Silnice II/268

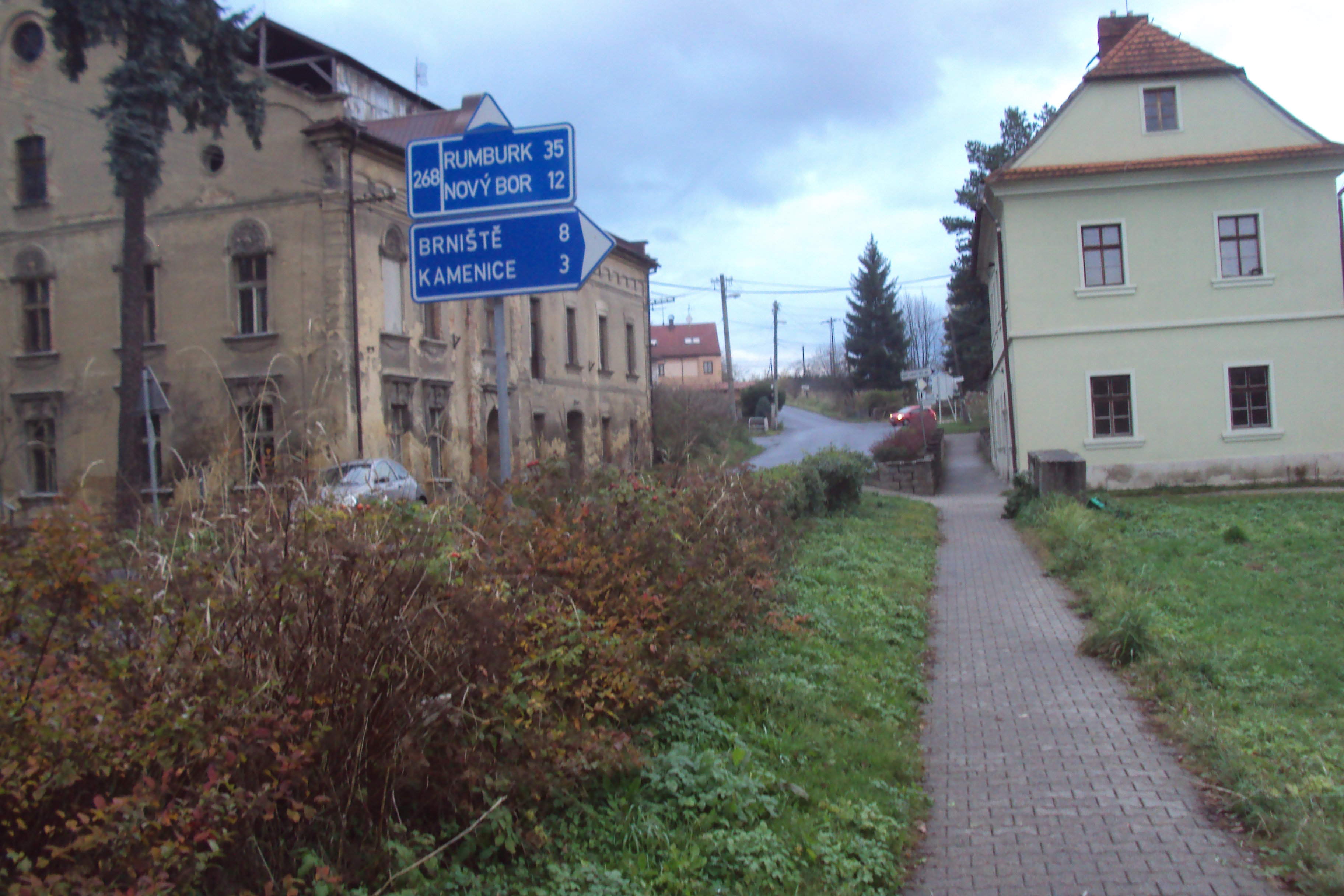
Označení silnice v Zákupech

Silnice II/268 je silnice II. třídy v severní části České republiky, v okresech Česká Lípa a Mladá Boleslav patřících do Libereckého a Středočeského kraje.

## Vedení silnice

### Okres Česká Lípa
- Napojení na silnici I třídy E442 zhruba 1 km SV od Nového Boru
- Prochází Novým Borem jako ulice Liberecká a Sloupská, přes Tyršovo náměstí a Náměstí Míru
- Prochází obcí Sloup v Čechách jako ulice Novoborská a Mikovcova
- Prochází obcí Svojkov
- Prochází městem Zákupy, jeho částmi Šidlov, Lasvice, v samotném městě pojmenována jako Borská ulice a Mimoňská ulice, přes náměstí Svobody
- V jižní části města se k ní připojuje silnice II/262 z České Lípy
- Prochází středem obce Bohatice

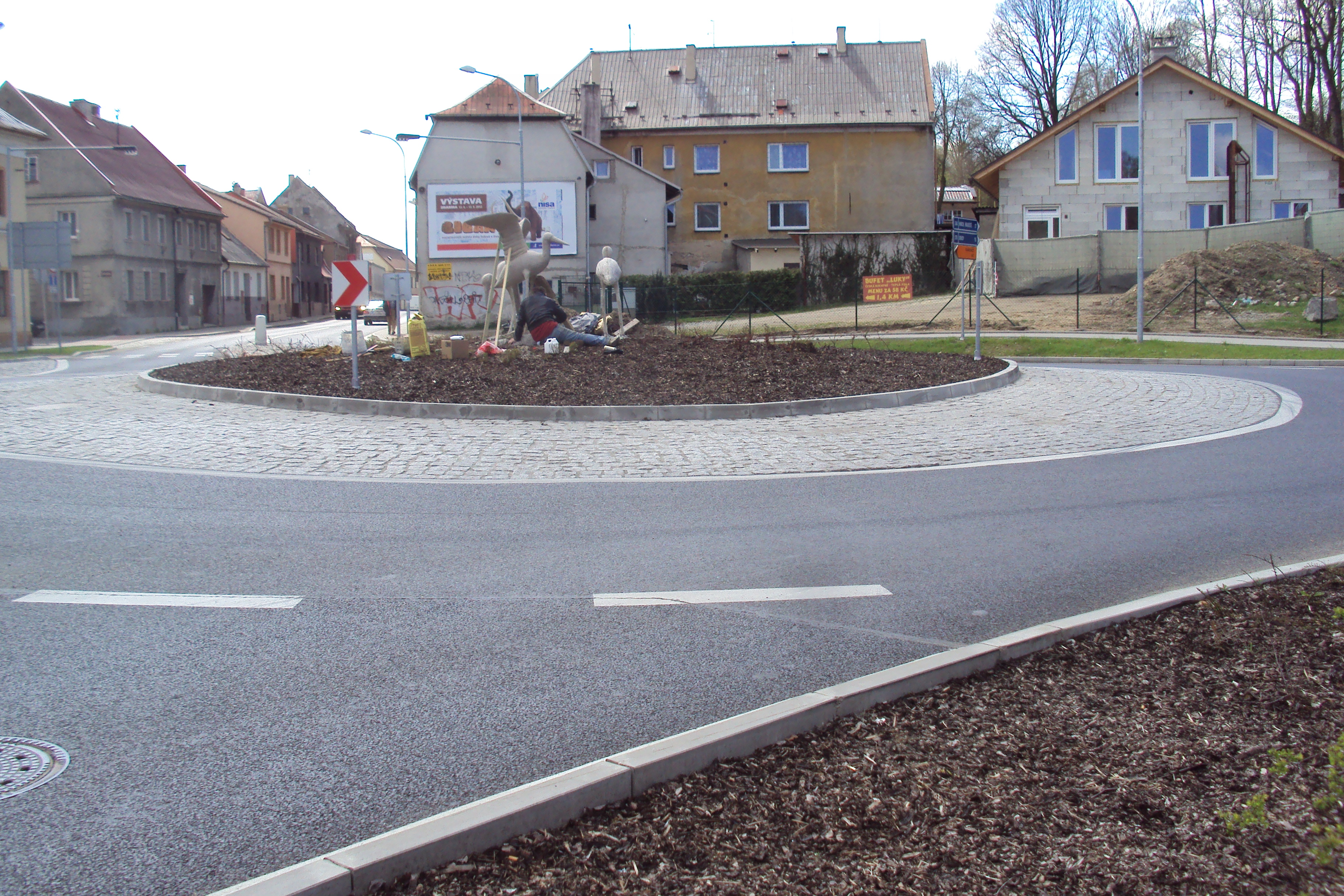
V Mimoni je vedena přes kruhovou křižovatku

- Jako ulice Českolipská prochází do Mimoně, na Kozinovo náměstí, kde se kříží ze silnicí II/270. Společně jsou vedeny přes náměstí 1.máje a na dalším náměstí Čsl. armády se rozpojují. Silnice 268 pak jako ulice Husova a Pražská pokračuje dál na JV.
- Prochází obcí Ploužnice
- Prochází Kuřívodami, centrem města Ralsko stále na JV
- Prochází obcí Horní Krupá (Ralsko) a za ní opouští Liberecký kraj

### Okres Mladá Boleslav
- Prochází obcemi Dolní Krupá (okres Mladá Boleslav) a Bílá Hlína, stáčí se na východ
- Prochází po jižním okraji města Mnichovo Hradiště a podchází silnici E65
- Prochází obcemi Dobrá Voda a Boseň. V Bosni se stáčí opět na JV.
- Prochází obcí Kněžmost, kde z ní odbočuje silnice II/276

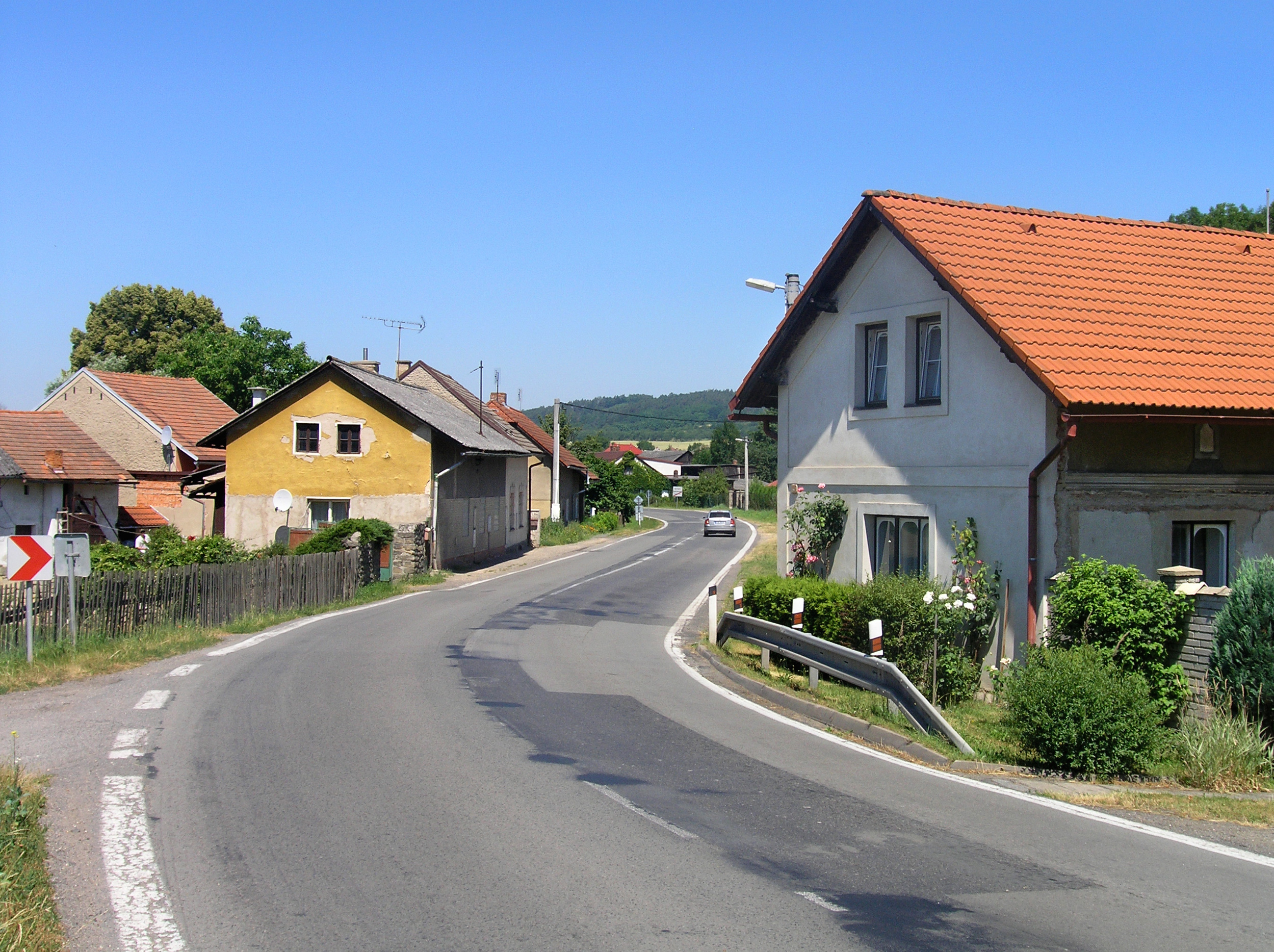
Silnice 268 protíná Žantov

- Prochází obcemi Žantov (Kněžmost) a Soleček do obce Horní Bousov
- V obci Horní Bousov se kříží se silnicí II/279 a končí napojením na silnici I/16